# Veuves de Champagne
Les « veuves de Champagne », parfois appelées « veuves du champagne », est l'expression utilisée pour désigner les premières femmes champenoises ayant pris la tête d'une maison de Champagne à la mort de leur mari aux XIXe et XXe siècles.
Les plus connues sont Barbe-Nicole Clicquot-Ponsardin dite Veuve Clicquot de l'actuelle maison Veuve Clicquot Ponsardin, qui fut la première femme à reprendre une maison de Champagne en 1805, puis Jeanne Alexandrine Louise Pommery qui reprendra l'actuelle maison Pommery en 1858 et Mathilde Émilie Perrier qui reprendra l'actuelle maison Laurent-Perrier au début du XXe siècle.
Les veuves de Champagne sont à l'origine d'innovations techniques et commerciales qui ont contribué de manière importante à l'élaboration et l'essor du champagne tel qu'on le connaît aujourd'hui. Parmi ces innovations : la table de remuage, le premier rosé d'assemblage, le premier champagne millésimé, l'exploitation des galeries souterraines — les crayères — comme caves pour conserver les bouteilles de champagne, l'exportation, l'ouverture des caves au public pour la visite.

## Origine du terme
Le terme de « veuve » vient du fait que la seule possibilité pour une femme de diriger une maison de Champagne (ou tout autre entreprise) était lorsque son mari, à la tête de l'entreprise, mourait. Elle se retrouvait veuve et obtenait alors par ce statut la légitimité juridique de reprendre la tête de l'entreprise, car elle était considérée comme la « continuité juridique » de son mari. Il leur était par ailleurs obligatoire d'apposer le mot « veuve » sur l'étiquette des bouteilles pour avoir le droit de les commercialiser.

## Historique

### XIXesiècle
Barbe-Nicole Clicquot-Ponsardin dite Veuve Clicquot est la première femme de l'Histoire à reprendre une maison de Champagne en 1805 à la mort de son mari, elle n'a alors que 27 ans,,.
Apolline Henriot (née Godinot), arrière-arrière-petite-nièce du chanoine Jean Godinot,,, dont le mari — issu d’une ancienne famille de la bourgeoisie négociante rémoise et propriétaire de vignobles — meurt aussi en 1805 est inspirée par la veuve Clicquot. En 1808 elle crée la maison de champagne Veuve Henriot Aîné,,.
Près de quarante ans plus tard, en 1846, Claude-Josephte Devaux, veuve de 39 ans, fonde Veuve A. Devaux, à Épernay. Son fils François-Auguste l'aide à diriger,.
Jeanne Alexandrine Louise Pommery (née Mélin) reprend à la mort de son mari en 1858 la maison de champagne tout juste créée deux ans avant,,,. Sous sa direction, la production passe des 50 000 bouteilles produites en 1850 à plus de 2 millions,.
En 1879, Augusta-Maria née Herbin, veuve de François-Auguste Devaux, reprend l'établissement Devaux, jusqu'en 1895,. Elle développe l'exportation des produits vers l'Allemagne, le Royaume-Uni et la Russie. Avec son fils François-Auguste, elle commercialise alors les bouteilles sous la marque Veuve A. Devaux. En 2017, en hommage l'Union auboise commercialise le champagne Augusta.

### XXesiècle
Mathilde Émilie Perrier a 35 ans quand elle reprend la maison de champagne de son mari Eugène Laurent — ancien chef de la cave d'Alphonse Pierlot qui n'ayant pas de descendance lui avait transmise — lorsque celui-ci meurt à la suite d'un accident en 1887. La maison prend le nom de Veuve Laurent-Perrier. L'entreprise produisant alors 300 000 bouteilles est criblée de dettes qu'elle rembourse,.
En 1907, à la mort de Charles-Auguste Devaux, la veuve Marguerite Marie-Louise, née Hussenot, reprend les rênes de Devaux à 31 ans, jusqu’à sa mort en 1951,.
En 1932, Camille Olry-Roederer prend la direction de la maison Louis Roederer qu'elle redresse financièrement.
En février 1939, Marie-Louise Lanson succède à Mathilde-Émilie à la tête de Laurent Perrier.
En 1941, Lily Bollinger prend la présidence de la maison Bollinger et la dirige jusqu'en 1971,.
En juin 1964, Odette Pol-Roger, arrière-petite-fille de Richard Wallace et grande amie de Winston Churchill, perd son mari Jacques Pol-Roger, petit-fils du créateur de la marque de champagne Pol Roger. Déjà ambassadrice de la marque au Royaume-Uni, elle lui succède à la direction.
En 1991, Carol Duval-Leroy prend la direction de Duval-Leroy,,. Trouvant morbide le terme veuve, au bout d'un an, elle abandonne son utilisation, pour nommer ses cuvées.

## Innovations techniques et commerciales

### Millésime
Barbe-Nicole Clicquot-Ponsardin est à l'origine de nombreuses innovations. Elle invente en 1810 le concept — désormais marketing — de millésime, en étant la première à avoir l'idée de millésimer une cuvée de champagne.

### Table de remuage
En 1816, Barbe-Nicole Clicquot-Ponsardin invente la table de remuage, une table percée de trous obliques, qui permettra alors de maintenir les bouteilles inclinées la tête en bas et de les tourner. Cette table est rapidement adoptée par les autres maisons et elle reste aujourd'hui un élément fondamental de la méthode champenoise. Avant cette invention, les bouteilles étaient entreposées dans du sable.

### Champagne rosé
En 1818, Barbe-Nicole Clicquot-Ponsardin toujours, a l'idée d'utiliser ses vins rouges, pour les mélanger à ses vins blancs. Elle crée alors le premier champagne rosé d'assemblage. Jusque-là en Champagne des baies de sureau étaient infusées dans du vin blanc pour créer du champagne rosé.

### Crayères comme caves
Barbe-Nicole Clicquot-Ponsardin est également la première à exploiter les crayères, galeries d'anciennes carrières souterraines de pierre de l'époque gallo-romaine, comme caves pour conserver les bouteilles de champagne dans les conditions idéales d'humidité et de température constante. Désormais et depuis 1860 toutes les grandes maisons de champagne utilisent ces crayères comme caves.

### Exportation, champagne brut, champagne sec
Les veuves de champagne contribuent aussi grandement à l'essor et l'exportation du champagne.
En 1814, alors que Napoléon a abdiqué, Reims subit l’occupation des troupes russes et les soldats pillent les caves. Barbe-Nicole Clicquot-Ponsardin proclame « Ils boivent ? Ils paieront ! ». Alors que les frontières sont encore fermées, elle organise avec son agent M. Bohne l'envoi de 10 000 bouteilles en Russie en contournant le blocus continental. Les bouteilles s'écoulent vite et rapidement elle procède à un second envoi. Elle conquiert ainsi la Russie.
En 1850, le champagne Henriot est déclaré fournisseur officiel de la cour impériale et royale d'Autriche, devenant l'un des favoris de l'empire Austro-Hongrois,
Quant à Jeanne Alexandrine Louise Pommery elle innove en inventant le champagne sec, afin de l'exporter sur le marché britannique qui n'apprécie pas les vins sucrés. Elle crée également un champagne brut afin de l'exporter en Russie et dans les pays baltes.

### Visite des caves
Jeanne Alexandrine Louise Pommery entreprend de grands travaux dans les crayères afin de créer des caves de prestige avec escalier monumental et quatre grands bas-reliefs sculptés. Dès que les travaux sont terminés en 1878, les caves sont ouvertes au public, une innovation à l'époque.